# Henri François Delaborde (général)
Pour les articles homonymes, voir Henri François Delaborde et Delaborde.
Henri François Delaborde, né le 21 décembre 1764 à Dijon en Côte-d'Or et mort le 3 février 1833 à Paris, est un général français.

## Biographie

### Révolution
Fils d'un boulanger, il fit ses études au collège de Dijon avant de s'engager au régiment de Condé-infanterie en 1783. Son avancement fut cependant très lent et il n'était encore que caporal lorsque la Révolution française éclata. Le 30 août 1791, il fut élu lieutenant dans le 1er bataillon des volontaires de la Côte-d'Or et se rendit avec son corps à l'armée que commandait La Fayette. Il se distingua une première fois le 11 juin au combat de La Glisuelle, près de Maubeuge, où, pendant l'action, il remplaça son commandant qui venait d'être tué. Le 23 août de la même année, il refusa de signer la capitulation de Longwy, que ses habitants refusaient de défendre, protestation qui fut insérée le 7 septembre dans le 2e bulletin de la Convention nationale.
L'année suivante, il se trouva au combat de Ruzabern (17 mai 1793), après lequel son bataillon se mit en route pour rejoindre l'armée des Pyrénées orientales. Le général Carteaux, que la Convention avait chargé de soumettre les Marseillais révoltés par suite des événements du 31 mai, le retint et l'envoya contre les rebelles. Delaborde les atteignit et les mit en déroute au village de Lépin, près d'Aix-en-Provence. Nommé général de brigade le 11 septembre 1793, il fut affecté à l'armée des Alpes et fut promu général de division le 13 octobre suivant. Au mois de décembre, il prit le commandement de la 1re division de l'armée devant Toulon, sous les ordres du général Dugommier. Il contribua à la prise de cette ville en enlevant le « Petit Gibraltar », l'un des pivots de la défense anglaise. 
Arrivé en l'an II à l'armée des Pyrénées, il s'empara, le 7 thermidor, des redoutes de Biviata et de Vera, situées sur les montagnes qui entourent la Bidassoa, et, le 14 du même mois, de concert avec Moncey, il se rendit maître de Biva, de Beriat et d'Aya. Les deux généraux tournèrent ensuite le camp espagnol de Saint-Martial. Le 26 vendémiaire an III, il battit le général Filanghieri et s'empara de la vallée de Roncevaux, où furent défaits les lieutenants de Charlemagne. À cette affaire, le général Delaborde commandait la fameuse colonne infernale, composée de troupes venues de la Vendée.
Après le combat de Bergara, livré le 8 frimaire an III, il passa à l'armée de Rhin-et-Moselle, et, au mois de thermidor an IV, il traversa le Rhin à Neuf-Brisach, où les habitants lui témoignèrent leur reconnaissance pour l'ordre et la discipline qu'il avait su maintenir dans ses troupes. Il occupa alors le Brisgau et prit possession des villes frontières abandonnées par les Impériaux.

### Consulat et Empire
En l'an VIII, Delaborde occupa la ligne comprise entre Oggersheim et Germersheim. À l'affaire du 25 brumaire, il attaqua l'ennemi devant Philippsbourg, lui enleva 5 canons et lui fit 1 000 prisonniers. Dans la même année, après la paix de Lunéville, il fut nommé gouverneur de la 3e division militaire et y rétablit l'ordre et la discipline. Le 19 frimaire an XII, alors qu'il commandait la 13e division militaire, il se trouva compris dans la nomination des membres de la Légion d'honneur, et, le 25 prairial suivant, reçut le brevet de commandeur de l'ordre puis celui de grand officier le 4 vendémiaire an XIII, après avoir fait à Rennes la distribution des aigles d'honneur accordées aux officiers et soldats de sa division. Vers la fin de 1807, le général Delaborde rentra dans le service actif : à la tête de la 1re division du corps d'observation de la Gironde, sous les ordres de Junot, il prit part à la première invasion du Portugal en 1809.

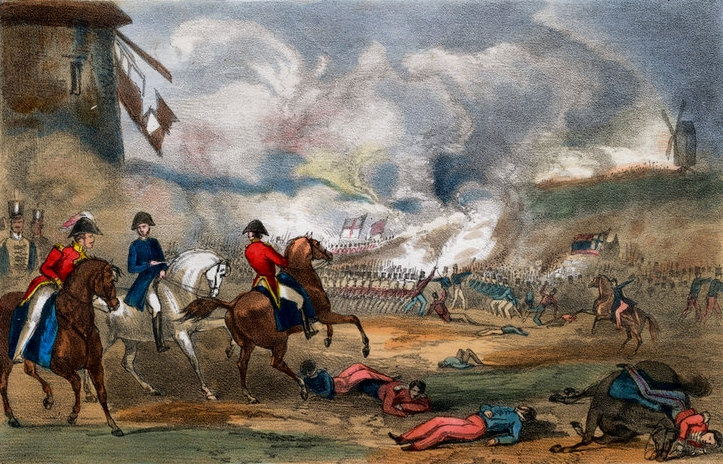
L'attaque du 9e régiment d'infanterie britannique à la bataille de Roliça. Lors de cet affrontement, Delaborde, bien que finalement contraint à la retraite, parvint à ralentir l'avance britannique sur Lisbonne.

Sa division occupa Lisbonne dont il fut nommé gouverneur le 2 décembre. Les Portugais, stimulés par les Anglais et les insurgés espagnols, se soulevèrent en 1808. Le 3 août, un corps d'armée anglais débarqué sur les côtes portugaises se mit en mouvement et s'avança sur Lisbonne. Sitôt averti, Junot donna le commandement de la ville au général Travot et fit partir Delaborde avec deux bataillons du 70e de ligne, 150 chasseurs du 26e chasseurs à cheval et cinq pièces de canon. Ces troupes, renforcées à Óbidos et à Peniche, avaient pour but de ralentir les progrès des Britanniques et de reconnaître le terrain propre à un engagement général. Delaborde ayant appris que les Anglais, commandés par le général Arthur Wellesley, occupaient Lecrias, prit position le 14 août en avant du village de Roliça. Le lendemain, les Anglais commencèrent l'attaque et furent repoussés. Ceux-ci étant revenus deux jours après, Delaborde, blessé dès le commencement de l'action et qui n'avait à opposer à près de 4 000 assaillants que 1 900 hommes, résista pendant cinq heures mais il dut battre en retraite en l'absence de renfort du général Loison.
En mars 1809, les troupes portugaises dirigées par un officier hanovrien, le baron d'Eben, se préparaient à défendre la ville de Braga face à l'armée française du maréchal Soult. Ce dernier attaqua le 20 mars au matin lors de la bataille de Braga. Le centre de l'armée française était formé de la division du général Delaborde. Au signal donné par une batterie placée sur le front de la ligne, la division Delaborde marcha l'arme au bras sur les Portugais, sans riposter à leur feu. Intimidés par cette confiance, les Portugais se dispersèrent et prirent la fuite, poursuivis par Delaborde et la division de dragons du général Lorge jusqu'à deux lieues au delà de Braga. Les Français s'emparèrent de cette ville ainsi que de l'artillerie, des bagages, des munitions et des drapeaux qui s'y trouvaient. Le 29 du même mois, lors de la bataille d'Oporto, la division Delaborde enleva plusieurs redoutes et s'empara de 50 pièces de canon. Après l'évacuation du Portugal par l'armée de Soult, il commanda temporairement le IIe corps en l'absence de son chef à partir du 16 septembre avant d'être autorisé à rentrer en France le 23 octobre suivant. 

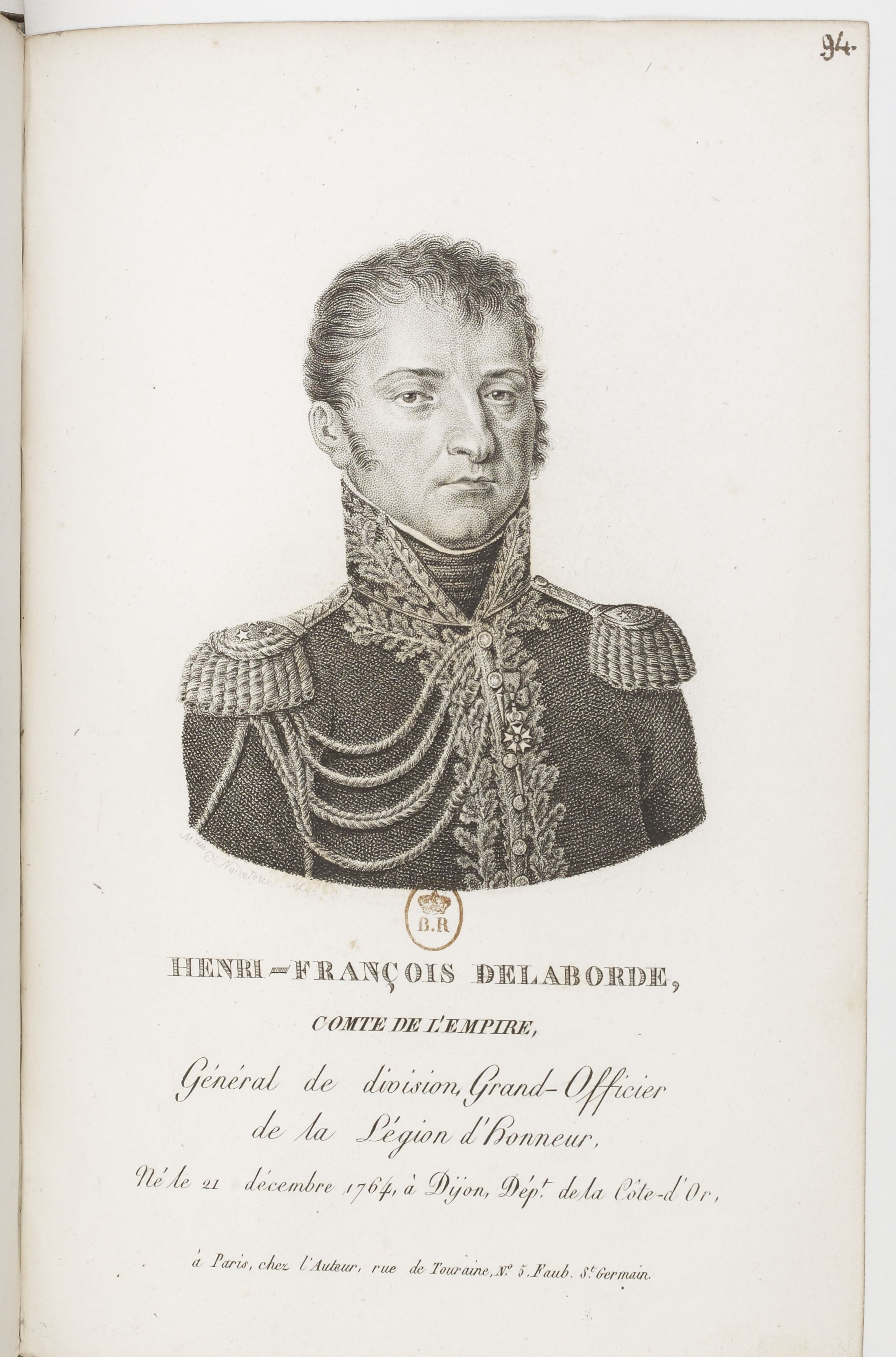
Gravure représentant le comte Henri François Delaborde, par Constance Mayer.

Il commanda alors pendant deux ans la division militaire de Rennes. En février 1812, il reçut le commandement d'une division de la Jeune Garde qui fut affecté au corps du maréchal Mortier en prévision de la campagne de Russie. Lors de cette dernière, il fut brièvement gouverneur de Smolensk avant de rejoindre avec sa division le gros des troupes qui avait fait son entrée dans Moscou. Delaborde logea pendant environ un mois dans le palais du comte Rostopchine où il donnait des réceptions fastueuses. Au cours de la retraite, la division Delaborde fut sérieusement engagée à la bataille de Krasnoï où le général paya de sa personne pour maintenir l'ordre dans les rangs des soldats. À son retour, il fut nommé gouverneur du château de Compiègne le 20 février 1813 et grand-croix de l'ordre de la Réunion le 3 avril. Il reprit du service durant la campagne d'Allemagne à la tête de la 3e division de la Jeune Garde et fut blessé à Pirna le 25 août.

### Première Restauration et Cent-Jours
Rentré en France, le général Delaborde fut fait chevalier de Saint-Louis par Louis XVIII le 24 octobre 1814 et commanda successivement les 21e et 10e divisions militaires lors de la Première Restauration. Ayant perdu son poste de gouverneur de Compiègne, il se vit attribuer 10 000 francs de pension par le roi à titre de dédommagement. Il se trouvait encore dans son commandement divisionnaire le 20 mars 1815 lorsque Napoléon débarqua dans le sud de la France, mais il n'envoya son adhésion au rétablissement de l'Empire que le 4 avril. Dans un rapport qu'il adressa au ministre de la Guerre, il expliqua cette soumission tardive par les obstacles que lui opposait la présence du baron de Vitrolles, commissaire du roi, qu'il fit arrêter le même jour en compagnie d'Étienne-Charles de Damas-Crux. L'Empereur attacha Delaborde à sa personne en qualité de chambellan et le nomma, le 2 juin 1815, pair de France et gouverneur des divisions de l'Ouest.

### Seconde Restauration
Compris dans la liste de proscription du 24 juillet 1815, il fut mis en jugement au mois de septembre de la même année. Son épouse publia un mémoire justificatif, et son avocat, parmi ses moyens de défense, fit ressortir une équivoque que les membres du conseil s'empressèrent d'adopter : l'ordonnance du 24 juillet 1815 portait Laborde, tandis que le général se nommait Delaborde. Ils le déclarèrent non coupable.
Admis à la retraite le 5 janvier 1820, le comte Delaborde mourut le 3 février 1833. Son nom est inscrit sur l'arc de triomphe de l'Étoile, où il a été placé au côté Ouest.

### Famille
Cousin de Junot, beau-frère de Achilles Guillaume, père de Jules Delaborde et de Henri Delaborde, sa dernière fille épousa le fils de Sophie Gail et sa petite fille le docteur Etienne Lancereaux. Il est également le grand-père de l'historien Henri François Delaborde.

## Armoiries

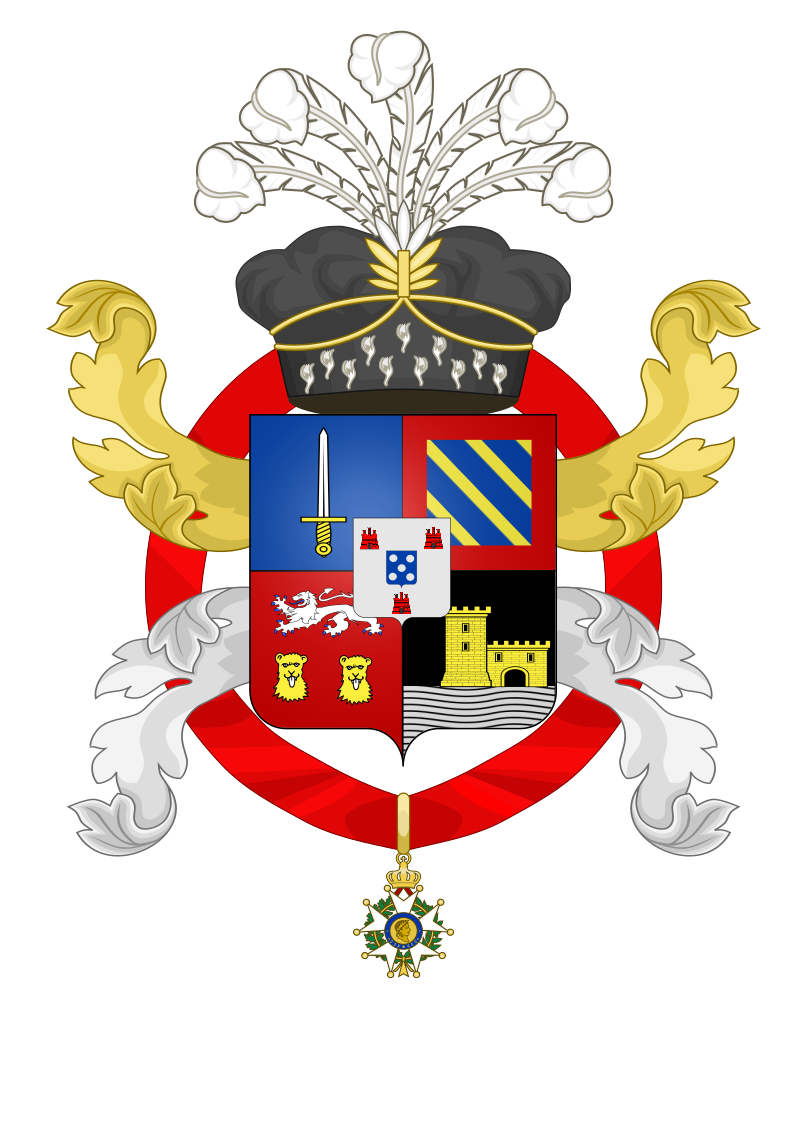
Armoiries du Général Henri François Delaborde, Comte de l'Empire

Écartelé : au 1, d'azur, à une épée d'argent, garnie d'or; au 2, d'or, à trois bandes d'azur, et une bordure de gueules; au 3, de gueules, au léopard lionné d'or, deux pattes soutenues de deux têtes de léopard accostées d'or; au 4, de sable, à une tour d'argent, senestrée de son avant-mur du même, mouv. du flanc senestre, le tout crénelé et issant d'une eau d'argent. Sur le tout d'argent à trois tours de gueules et un écusson d'azur en abîme, ch. de cinq besants d'argent, 2, 1 et 2. (Sources Armorial de Rietstap et ses compléments)